# Tigran Abramowitsch Alichanow
Tigran Abramowitsch Alichanow (russisch Тигран Абрамович Алиханов; * 22. Januar 1943 in Moskau; † 29. Oktober 2023 ebenda) war ein russischer Pianist. Er war von 2005 bis 2009 Rektor des Moskauer Konservatoriums.

## Leben
Tigran Alichanow wurde in Moskau als Sohn des Physikers Abram Alichanow und der Geigerin Slawa Solomonowna Roschal geboren. Er erhielt seine ersten Klavierstunden an der speziellen Musikschule des Moskauer Konservatoriums bei Anaida Sumbatjan, trat 1961 in das Moskauer Konservatorium selbst ein und war Student in der Klavierklasse von Lew Oborin, einem der renommiertesten russischen Pianisten und langjährigem Partner von David Oistrach, mit dem er – zusammen mit dem Cellisten Swjatoslaw Knuschewizki – das berühmte David-Oistrach-Trio bildete.
Seit 1971 unterrichtete Tigran Alichanow am Moskauer Konservatorium und wurde 1989 Professor. Mehrere seiner Schüler gewannen Preise bei internationalen Wettbewerben, so die Duos Sch. Aubakirowa/G. Mursabekowa und I. Schelesnowa/M. Schelesnow sowie Katja Huhn (als Jekaterina Tschikowa).
1967 gewann er einen Preis beim internationalen Marguerite-Long-Klavierwettbewerb in Paris, was den Beginn einer internationalen Karriere darstellte, die ihn durch die Sowjetunion und die Ostblock-Staaten, aber auch durch Westeuropa, in die USA und nach Südafrika führte. Er galt als Vertreter der russischen Klavierschule. Seine Kammermusik-Partner waren bekannte Musiker wie Alexander Rudin, Walentin Feigin, Nikolai Petrow und Alexei Lubimow. Er spielte unter renommierten Dirigenten wie Gennadi Roschdestwenski und Mariss Jansons, dem Chefdirigenten des Symphonieorchesters des Bayerischen Rundfunks München.
Neben seiner Lehrtätigkeit setzte er sich insbesondere für die zeitgenössische Musik ein.
Er starb am 29. Oktober 2023 im Alter von 80 Jahren in Moskau.